# Johan Mallmin
Erik Johan Mallmin i riksdagen kallad Mallmin i Ängesta, född 20 september 1840 i Frösthult, Västmanlands län, död där 28 september 1918, var en svensk godsägare och riksdagspolitiker. Han var son till riksdagsmannen i bondeståndet Erik Mallmin.
Mallmin var ledamot av riksdagens andra kammare 1874–1877 för Västmanlands läns södra domsagas valkrets, samt var ledamot av första kammaren 1877–1880 och 1887–1891 för Västmanlands läns valkrets.